# ماتياس أندرسون (لاعب كرة قدم)
ماتياس أندرسون هو لاعب كرة قدم سويدي في مركز الدفاع، ولد في 13 مارس 1998 في مالمو في السويد. لعب مع يوفنتوس تحت 23 سنة.

## وصلات خارجية
- ماتياس أندرسون (لاعب كرة قدم) على موقع قاعدة بيانات كرة القدم.إي يو (الإنجليزية)
- ماتياس أندرسون (لاعب كرة قدم) على موقع Soccerway.com (الإنجليزية)
- ماتياس أندرسون (لاعب كرة قدم) على موقع عالم كرة القدم.نت (الإنجليزية)